# Domnul Goe
Domnul Goe este un film românesc din 1956 regizat de Bob Călinescu.